# Villanderer Berg
Der Villanderer Berg (auch Villandersberg, ital. Monte Villandro) bzw. die Sarner Scharte (2509 m s.l.m.), früher auch Zwölfernock genannt, ist einer der südlichsten höheren Berggipfel im Ostkamm der Sarntaler Alpen. Der Berg zeigt seine beeindruckendere Seite in westliche Richtung zum Sarntal hin, wo er mit mächtigen, nahezu senkrechten Porphyrwänden abbricht. Nach Osten, zum Eisacktal hin, senkt sich der Berg hingegen leicht fallend zu den Villanderer Almen. Östlich des Gipfels befinden sich auch der Totensee und das Totenkirchlein. 
Der in Südtirol häufiger gebräuchliche Name für den Berg ist Sarner Scharte, der von einer südlich vorgelagerten, 2381 m hohen Scharte zum Gipfel aufgewandert ist; der Name Villanderer Berg ist jüngeren Datums, hat sich in Karten aber als Bezeichnung des Gipfelpunkts durchgesetzt. Sarner Scharte wird zwar ebenfalls in Karten verzeichnet, dort allerdings vorwiegend für einen südlich gelegenen, 2460 m hohen Vorgipfel verwendet. Eine bei Kletterern beliebte Route führt durch die von Heini Holzer erstbestiegene Engelskante zur Schartenhöhe.
In den letzten Jahren wurde der Berg von der Ostseite touristisch noch weiter erschlossen. Neben der Gasser-Hütte und Mair in Plun wurde auch der Rinderplatz geöffnet. Diese bewirtschafteten Almen und ein Trimm-dich-Pfad, sowie der Ausbau der Straße von Villanders und der Bau von Parkplätzen erhöhten die Besucherzahl auf dem Berg. 2005 wurde ein größeres Speicherbecken bei der Gasser-Hütte gebaut, um den anliegenden Bauern ausreichend Wasser zur Bewässerung ihrer Felder zu gewährleisten.